# Participations aux élections présidentielles américaines

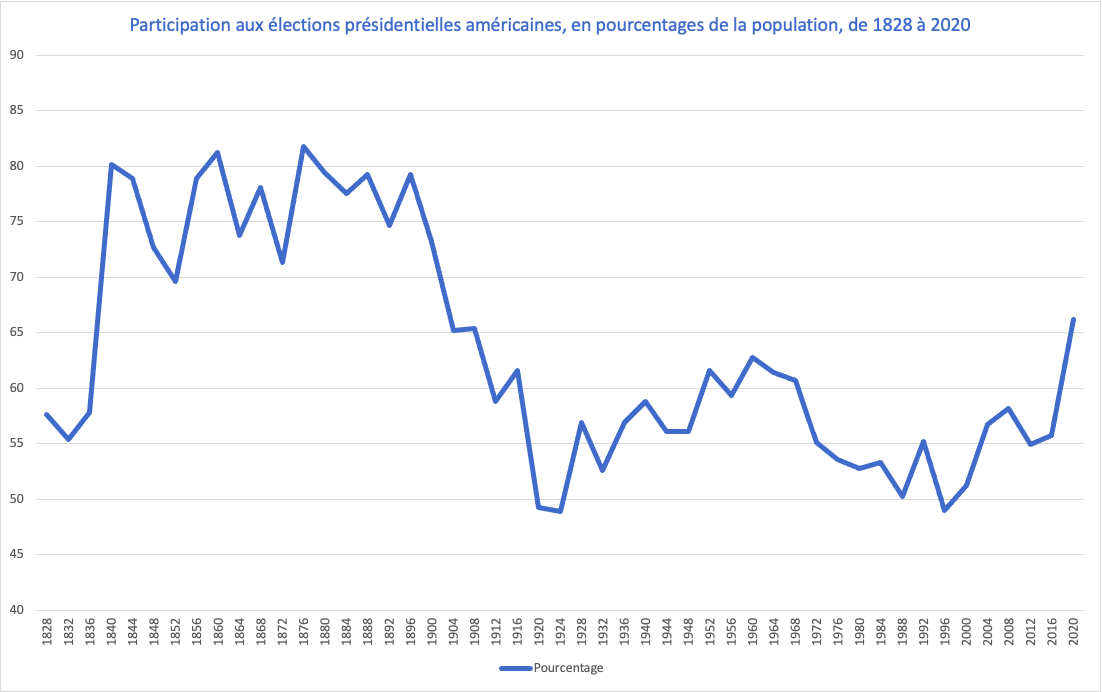
Participation aux élections présidentielles américaines, de 1828 à 2020.

Cet article traite de la participation électorale lors des élections présidentielles américaines depuis 1824 et l'instauration du suffrage universel.

## Historique
La participation aux élections présidentielles américaines a progressé par grandes vagues, à commencer par celle de 1828 qui reflète la mise en place du suffrage universel, le scrutin étant auparavant censitaire et réservé aux propriétaires terriens.
Cette participation a également progressé lors de la mise en place du New Deal par le président démocrate Franklin Delano Roosevelt dans les années 1930, puis lors du développement des programmes sociaux de la Grande société du président démocrate Lyndon B. Johnson dans les années 1960, dans la continuité de la « Nouvelle Frontière » de John F. Kennedy.
Dans les années 2000, de nouveaux progrès sont constatés qui tranchent avec le recul du milieu des années 1990: le nombre de votants a augmenté de 49,4% en une dizaine d’années, passant de 86,6 millions en 1996 à 129,4 millions en 2008. En 2008, le nombre total de votants a atteint 131,2 millions, établissant un nouveau record absolu de participation en nombre de voix après celui de 2004 (122,3 millions). En pourcentage, la participation de 2008 atteignit un pic de 61,7 % et 63 % des électeurs potentiels, soit le plus fort taux de participation depuis 1968. En 2012, ce record est approché, avec 129,064  millions de voix, la deuxième meilleure performance de l'histoire.
En 2016, le record de 2008 est battu avec 134,64 millions de votes (comptabilisation par The Cook Political Report le 27 novembre 2016), le dépouillement des bulletins de vote par correspondance, particulièrement nombreux dans les grandes agglomérations, n’étant pas encore terminé au-delà des délais qui avaient été prévus, les estimations évaluant à 42 millions le nombre d’Américains ayant voté avant le jour du scrutin.

### Rôle des votes anticipés
La pandémie de covid 19 de l'année 2020 a amené des changements des règles électorales dans plusieurs États, qui ont contribué à la participation très élevée de l'élection présidentielle de 2020. Ils ont en particulier permis une forte progression des votes par correspondance, qui ont représenté 43% du total des votes en 2020 contre environ un quart des votes en 2016, contribuant à une participation totale de près de 68%. Parmi ceux qui ont voté par correspondance, 43% ont mentionné que c'était la première fois qu'ils votaient de cette façon . Les moins de 30 ans ont été 47% à voter par correspondance et les plus de 65 ans ont été 55% à le faire. Cette proportion descend à 35% dans les cantons ruraux mais monte à 65% chez les électeurs de Joe Biden. Chez les électeurs de Donald Trump, elle descend à 33% tandis que 52% d'entre eux ont voté "en personne" un autre jour que celui du scrutin, soit plus que la proportion de 47% observée chez les électeurs de Biden.
| Candidat | Total des électeurs | Electeurs en personne le jour J | Electeurs en personne les jours avant | Electeurs par correspondance |
| Trump    | 47%                 | 65%                             | 52%                                   | 33%                          |
| Biden    | 51%                 | 33%                             | 47%                                   | 65%                          |

Une étude sur les 36 États qui ont communiqué des données sur l’âge des personnes travaillant dans les bureaux de vote a montré que la proportion d’entre eux âgés de 26 à 40 ans a presque doublé, passant de 8 % en 2016 à 15 % en 2020.
Parmi les changements des règles électorales:
- Les États de Californie,  Nevada, Vermont et Washington D.C. ont rejoint cinq autres États (Colorado, Hawaï, Oregon, Utah et Washington) qui envoyaient déjà des bulletins de vote à tous les électeurs, à leur domicile longtemps avant l'élection[5].
- Six États (Californie, Massachusetts, Minnesota, Mississippi, Nevada et New York) ont donné plus de temps aux électeurs pour utiliser le vote par correspondance[5].
- Cinq autres États (Minnesota, Missouri, Caroline du Nord, Oklahoma et Rhode Island) ont assoupli les procédures obligeant à faire attester par un témoin ou un notaire les enveloppes envoyant les bulletins de vote par la poste[5].
- En Georgie, Michigan, New York et Virginie occidentale, les autorités ont créé des portails internet permettant de télécharger en ligne les bulletins de vote[5].
- Le Massachusetts et le Texas ont accru le nombre de jours pendant lesquels il est possible de voter en personne[5].

### Rôle des primaires
La hausse de la participation dans les années 2000 et les années 2010 est portée en grande partie par le succès des élections primaires. La primaire démocrate est marquée comme celle de 2008 par une très forte participation : au moins 30,02 millions d’électeurs, soit très au-dessus des primaires comparables pour lesquelles un président ne se représente pas. 
La primaire démocrate n'avait attiré que 14,55 millions d’électeurs en 1992, puis 13,91 millions en 2000 et 13,1 millions en 2004. Le record historique de 2008 avec une participation de 35,42 millions d’électeurs n’est pas loin d’être égalé et signifie qu’une personne sur deux ayant voté démocrate au scrutin final l’avait déjà fait à la primaire démocrate.[réf. souhaitée]
Bien qu’un peu moins élevée, la participation à la primaire du Parti républicain est historiquement importante aussi, avec environ 28,89 millions d’électeurs en 2016, une progression de 67,8 % par rapport aux 17,22 millions d’électeurs des primaires présidentielles du Parti républicain américain de 2012 et un chiffre qui représente près du double des 14,88 millions d’électeurs des primaires présidentielles du Parti républicain américain de 2008.[réf. souhaitée]

### Données statistiques
| Election | Population en âge de voter (en milliers) | Participation (en milliers) | Participation (%)      |
| -------- | ---------------------------------------- | --------------------------- | ---------------------- |
| 1828     |                                          |                             | 57,6                   |
| 1832     |                                          |                             | 55,4                   |
| 1836     |                                          |                             | 57,8                   |
| 1840     |                                          |                             | 80,2                   |
| 1844     |                                          |                             | 78,9                   |
| 1848     |                                          |                             | 72,7                   |
| 1852     |                                          |                             | 69,6                   |
| 1856     |                                          |                             | 78,9                   |
| 1860     |                                          |                             | 81,2                   |
| 1864     |                                          |                             | 73,8                   |
| 1868     |                                          |                             | 78,1                   |
| 1872     |                                          |                             | 71,3                   |
| 1876     |                                          |                             | 81,8                   |
| 1880     |                                          |                             | 79,4                   |
| 1884     |                                          |                             | 77,5                   |
| 1888     |                                          |                             | 79,3                   |
| 1892     |                                          |                             | 74,7                   |
| 1896     |                                          |                             | 79,3                   |
| 1900     |                                          |                             | 73,2                   |
| 1904     |                                          |                             | 65,2                   |
| 1908     |                                          |                             | 65,4                   |
| 1912     |                                          |                             | 58,8                   |
| 1916     |                                          |                             | 61,6                   |
| 1920     |                                          |                             | 49,2                   |
| 1924     |                                          |                             | 48,9                   |
| 1928     |                                          |                             | 56,9                   |
| 1932     | 75 768                                   | 39 817                      | 52,6                   |
| 1936     | 80 174                                   | 45 647                      | 56,9                   |
| 1940     | 84 728                                   | 49 815                      | 58,8                   |
| 1944     | 85 654                                   | 48 026                      | 56,1                   |
| 1948     | 85 654                                   | 48 026                      | 56,1                   |
| 1952     | 99 929                                   | 61 552                      | 61,6                   |
| 1956     | 104 515                                  | 62 027                      | 59,3                   |
| 1960     | 109 672                                  | 68 836                      | 62,8                   |
| 1964     | 114 090                                  | 70 098                      | 61,4                   |
| 1968     | 120 285                                  | 73 027                      | 60,7                   |
| 1972     | 140 777                                  | 77 625                      | 55,1                   |
| 1976     | 152 308                                  | 81 603                      | 53,6                   |
| 1980     | 163 945                                  | 86 497                      | 52,8                   |
| 1984     | 173 995                                  | 92 655                      | 53,3                   |
| 1988     | 181 956                                  | 91 587                      | 50,2[réf. nécessaire]  |
| 1992     | 189 044                                  | 104 427                     | 55,2[réf. nécessaire]  |
| 1996     | 196 498                                  | 96 278                      | 49,0                   |
| 2000     | 205 815                                  | 105 405                     | 51,2[réf. nécessaire]  |
| 2004     | 215 694                                  | 122 295                     | 56,75[réf. nécessaire] |
| 2008     | 229 945                                  | 131 314                     | 58,2                   |
| 2012     | 235 248                                  | 129 085                     | 54,9                   |
| 2016     | 245 402                                  | 136 669                     | 55.7                   |
| 2020     | 252 274                                  | 159 000 (provisoire)        | **à confirmer**        |

Il n’y a pas de données officielles pour les élections présidentielles de 1789 à 1820 (1789, 1792, 1796, 1800, 1804, 1808, 1812, 1816, 1820).